# Мехельрода
Мехельрода (нем. Mechelroda) — община в Германии, в земле Тюрингия. 
Входит в состав района Веймар. Подчиняется управлению Меллинген.  Население составляет 267 человек (на 31 декабря 2010 года). Занимает площадь 4,36 км².
Коммуна подразделяется на 18 сельских округов.